# 皮埃尔·迪昂
皮埃尔·迪昂（法語：Pierre Duhem，1861年6月9日—1916年9月14日），法国物理学家、科学史家与科学哲学家。迪昂主要以其在化学热力学领域的工作、对实验非充分决定性的科学哲学探讨以及对欧洲中世纪科学史的研究而知名。作为一名科学家，迪昂的贡献还包括对于流体动力学、弹性理论的研究。